# Avela diversa
Avela diversa är en fjärilsart som beskrevs av Walker 1856. Avela diversa ingår i släktet Avela och familjen björnspinnare. Inga underarter finns listade i Catalogue of Life.